# Christian Ségur-Cabanac

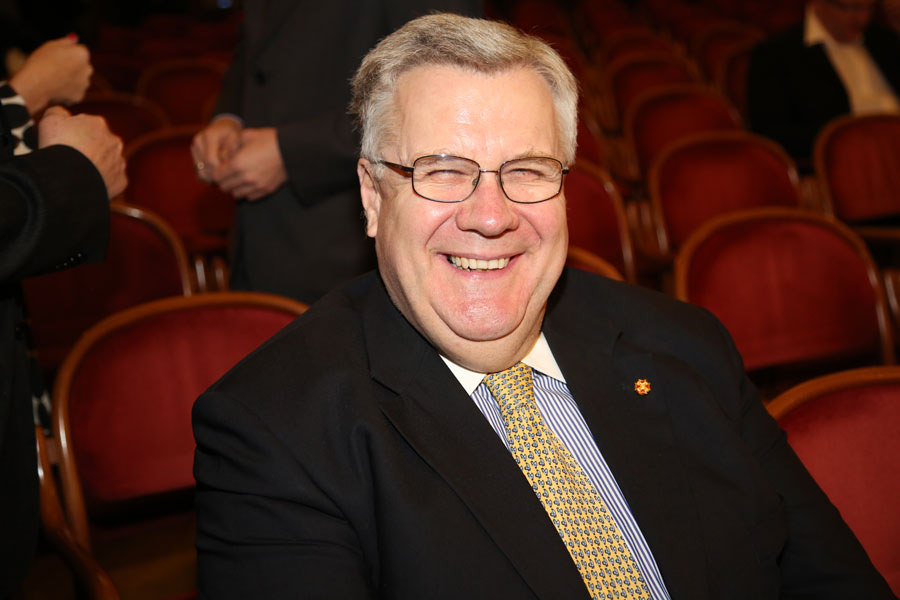
Christian Ségur-Cabanac (2014)

Christian Ségur-Cabanac (* 15. November 1948 in Wien) ist ein österreichischer Offizier. Er war als Offizier des Österreichischen Bundesheeres zuletzt Leiter der Sektion IV im Bundesministerium für Landesverteidigung im Range eines Generalleutnants.

## Leben
Christian Ségur-Cabanac wurde am 15. November 1948 als Sohn des nachmaligen österreichischen Generals (Graf) August Ségur-Cabanac (1922–2011) und der Christine Bennier in Wien geboren und entstammt einer alten, ursprünglich französischen Adelsfamilie, die Grafen von Ségur, deren österreichischer Familienzweig sich in der Zeit der Französischen Revolution bildete und die seit Generationen Politiker und Militärs stellt.

### Militärische Laufbahn
Nach der Absolvierung der Theresianischen Militärakademie war er von 1968 bis 1971 zunächst als Leutnant im Panzerbataillon 33 in Zwölfaxing als Zugskommandant eingesetzt,  anschließend war er Kompanie- und auch Bataillonskommandant.
Von 1979 bis 1982 absolvierte er die Generalstabsausbildung und ab 1982 war er im Führungsstab des Armeekommandos eingesetzt. Ab 1993 war er mit der Leitung der Operationsabteilung im Bundesministerium betraut und daher auf der obersten militärstrategischen Ebene verantwortlich für die Führung des Bundesheeres bei Einsätzen im In- und Ausland, einschließlich der Vor- und Nachbereitung von Einsätzen. 1999 bis 2001 war Ségur-Cabanac zusätzlich Stellvertreter des Leiters der Generalstabsgruppe B.
Seit Ende 2008 war er Leiter der Sektion IV (Einsatz) im Ministerium, gleichzeitig wurde er zum Generalleutnant befördert. Am 2. Juli 2013 wurde er von Generalleutnant Karl Schmidseder abgelöst und trat in den Ruhestand.

## Sonstiges
Ségur-Cabanac ist verheiratet und Vater von vier Kindern. Ein Sohn, Brigadier Philipp Ségur-Cabanac, ist Kommandant des Jagdkommandos. Christian Ségur-Cabanac ist engagierter Katholik, Ehren- und Devotionsritter des Souveränen Malteserordens und ist seit zwanzig Jahren in seiner Wohnpfarre als Pfarrgemeinderatsmitglied aktiv. Sein Bruder ist der Brigadier René Ségur-Cabanac.

## Auszeichnungen und Ehrenzeichen
- 1999: Großes Ehrenzeichen für Verdienste um die Republik Österreich[1]
- 2008: Komtur mit Stern des Päpstlichen Ritterordens des heiligen Gregors des Großen[2]
- 2011: Großes Goldenes Ehrenzeichen des Landes Kärnten
- Goldenes Ehrenzeichen für Verdienste um die Republik Österreich
- Einsatzmedaille für militärische Landesverteidigung
- Wehrdienstzeichen 3. Klasse
- Wehrdienstzeichen 2. Klasse
- Wehrdienstzeichen 1. Klasse
- Wehrdienstmedaille in Bronze

## Schriften (Auswahl)
- mit Wolfgang Etschmann (Hrsg.): 50 Jahre Auslandseinsätze des Österreichischen Bundesheeres (= Schriften zur Geschichte des Österreichischen Bundesheeres). Hrsg. vom Generalstab des Bundesministeriums für Landesverteidigung und Sport und dem Heeresgeschichtlichen Museum, Wien 2010, ISBN 978-3-9502653-1-6.